# Fräschels
Fräschels (en francés Frasses) es una comuna suiza del cantón de Friburgo, situada en el distrito de See/Lac. Limita al oeste, norte y al este con la comuna de Kallnach (BE), y al sur con Kerzers.

## Transportes
Ferrocarril
Dispone de un apeadero donde efectúan parada trenes regionales que comunican con comunas cercanas.